# Arahabaki
Arahabaki (アラハバキ?) è un manga di Kōshi Rikudō. Pubblicato inizialmente sulla rivista Ultra Jump dall'editore Shūeisha, è stato importato in Italia dall'editore Panini Comics, nella collana Manga 2000.

## Ambientazione

### Arahabaki
Dio sanguinario che, caduto dal cielo e alla ricerca di sostentamento, ha stretto un patto col clan dei Kureha, donando loro poteri soprannaturali (il jyuryoku) col quale questi potessero elevarsi al di sopra degli uomini e, votatisi all'omicidio e alla strage, nutrire con le anime dei caduti il dio.
I poteri straordinari dei Kureha hanno valso loro il nome di oni.

### Jyuryoku
Il potere concesso dal dio ai suoi fedeli; garantisce oltre che poteri psichici, telecinetici e propriamente magici anche una costituzione fisica straordinaria che rende gli oni particolarmente potenti anche sul piano fisico. Strettamente legato alla sete di sangue del dio, il jyuryoku è limitato dal numero di anime sacrificate e per questo i Kureha non si fanno scrupolo di provocare ciclicamente delle guerre.

## Trama
Shizuka Yamanaghi torna dopo anni in Giappone, decisa a compiere le ultime volontà di sua madre karin: sterminare il clan degli oni. Recatasi al laboratorio segreto di sua madre, non evita di scontrarsi con Kimiko Mikogawa, sicaria del clan. Sconfitta la giovane assassina, Shizuka risveglia Shion, semi-demone di cui diventa padrona, e rispolvera le invenzioni belliche di Karin.
Affiancata dal demone e dal fedele maggiordomo Izumiya, Shizuka è pronta a fare strage dei Kureha e mira persino all'eliminazione definitiva di Arahabaki.
Nel frattempo Seiga Hohashi istruisce la giovane leader e sacerdotessa Rin su come affrontare la nemica e traditrice Shizuka; la giovane è tuttavia turbata a causa dell'amicizia che la legava a Shizuka e rimane molto scossa quando suo padre le comunica come i Kureha, uccidendo e poi sfamando col sangue e le anime delle vittime il dio Arahabaki, mantengano fiorente la loro società. Per la stessa consapevolezza sia Karin che sua madre hanno votato la loro esistenza all'autodistruzione, rinnegando le loro origini e la loro famiglia.
Seiga, messo alle strette dalla ricomparsa di Shizuka, decide di accelerare i preparativi per la cerimonia dell'apertura della porta: evento che darà al dio accesso a tutte le anime del pianeta, lasciandolo cibarsi a suo piacimento; i capi Kureha sperano così di potersi risollevare e scongiurare l'estinzione, dato che Karin uccise molte delle giovani promesse e il poco jyuryoku rimasto non è sufficiente al ricambio generazionale.
Shizuka tuttavia è decisa ad impedire la catastrofe e grazie alle armature costruite da sua madre e a Shion, che si rivela essere creatura sintetica di Karin e l'unico a poter trafiggere il dio, una volta uscito dal suo rifugio. Durante lo scontro finale Shizuka si lancia in un attacco suicida contro il dio e suo padre, il fanatico Seiga; alla assassina sconfitta Kimiko lascia il compito di vegliare sulla sorellastra Rin, vittima della condotta delittuosa del clan.
Tempo dopo, Kimiko, unica ormai tra i Kureha a poter sfruttare i poteri soprannaturali del jyuryoku, osserva la decadenza del suo popolo: sorretto dalla rassicurante Rin, agli oni non è rimasto che ritirarsi ormai fragili ed indifesi in luoghi imperi e lontani dall'uomo.

## Personaggi
Shizuka Amanaghi (天薙静寡?, Amanagi Shizuka)
Figlia della relazione adulterina tra Karin e Seiga, Shizuka ha accolto su di sé il peso della crociata materna contro gli oni, responsabili inoltre della morte della madre. Shizuka durante la fuga dai sicari Kureha è stata salvata dall'intervento di Shion, entità soprannaturale che da allora la giovane ha identificato come un padre adottivo. L'affetto nei confronti dell'amica d'infanzia Rin e la conoscenza del legame di sangue che le unisce, hanno reso sempre molto cara la piccola sacerdotessa a Shizuka che, prima di morire, si ricorderà di affidare l'amata sorella alla nemica Kimiko.
Rin Hohashi (鳳端凛?, Hō hashirin)
Sacerdotessa e capoclan dopo suo padre, è da molti considerata l'incrollabile figura di riferimento dei Kureha per via della sua bontà e cura verso gli altri. Rin, all'oscuro nonostante il suo ruolo, della natura del patto stretto tra gli oni e Arahabaki, esita a scagliarsi contro Shizuka di cui non comprende la resistenza. Solo per il bene del suo popolo, venuta a conoscenza del segreto della forza dei Kureha, indossa le armature di Karin e combatte ad armi pari la sorellastra.
Kimiko Mikogami (神子守紀美子?, Mikogami Kimiko)
Assassina del clan, ha ricevuto il suo ruolo e il rango di sicaria solo perché capace di utilizzare i poteri offerti dal jyuryoku in un periodo di decadenza e debolezza. Fedelissima a Rin, accetta infine da Shizuka il compito di proteggere la sacerdotessa dopo la fine di Arahabaki.
Karin Amanaghi (天薙花梨?, Amanagi Karin)
Madre di Shizuka e da sempre brillante inventrice e ricercatrice di armi ed armature per scopo d'offesa. Amante di Seiga, partorisce lontano dal clan Shizuka e, dopo aver scoperto i rapporti tra Arahabaki e i Kureha ed essersi votata allo sterminio della sua gente, coinvolge la figlia nella sua missione. Muore uccisa sotto gli occhi della figlia, lasciando così alla sua erede il fardello della strage degli oni ma anche la protezione di Shion.
Shion (紫苑?, Shion)
Creatura sintetica composta in puro jyuryoku da Karin. Costruito apposta per poter entrare in contatto con la sostanza divina, Shion è capace di trasformarsi in una spada e rendere così possibile allo spadaccino che lo impugna di eliminare Arahabaki.
Izumiya (泉谷?, Izumiya)
Fedele alleato delle Amanaghi, dopo la morte di Karin è lui a prendersi cura dell'orfana Shizuka. Le sue mansioni lo rendono simile ad un maggiordomo, ma la sua efficienza nello spionaggio o nel combattimento lo rendono un alleato indispensabile per la missione di Shizuka.
Seiga Hohashi (鳳端静牙?, Hōwashi Seiga)
Ex-capoclan dei Kureha, ora manipola nell'ombra le decisioni della figlia, Rin. Un tempo amante di Karin, il legame con la donna non gli ha impedito di ordinarne l'eliminazione e di marchiare il nome delle due Amanaghi con l'epiteto di “traditrici”.

## Riferimenti culturali
La denominazione di oni attribuita ai Kureha rimanda all'omonima figura mitologica giapponese, tipica del folclore del Sol Levante.